# 云安公主
云安公主（?—?），唐朝公主，是中国唐朝第十代皇帝唐顺宗李诵之女。她的生母庄宪皇后王氏。永贞元年（805年），晋康郡主进封襄阳公主。嫁给了刘昌的儿子刘士泾。婚礼上陆畅、宋若莘赋诗互竞。
- 陆畅咏帘诗曰：“劳将素手卷虾须，琼室流光更缀珠。玉漏报来遇夜半，可怜潘岳立踟蹰。”
- 陆畅咏行障诗曰：“碧玉为竿丁字成，鸳鸯绣带短长馨。强遮天上花颜色，不隔云中语笑声。”
- 宋若莘：“十二层楼倚碧空，凤鸾相对立梧桐。双成走报监门卫，莫使吴歈入汉宫。”
- 陆畅：“粉面仙郎选圣朝，偶逢秦女学吹箫。须教翡翠闻王母，不奈乌鸢噪鹊桥。”